# Adolf Siebrecht
Adolf Gustav Siebrecht (* 28. Dezember 1937; † 27. August 2019) war ein deutscher Prähistoriker und Museologe.

## Leben
Adolf Siebrecht studierte am Bereich Ur- und Alte Geschichte der Sektion Geschichte an der Karl-Marx-Universität Leipzig. 1991 promovierte er zum Dr. phil. an der Pädagogischen Hochschule in Magdeburg. Das Thema seiner vierbändigen Dissertation lautet Halberstadt aus stadtarchäologischer Sicht. Die Bodenfunde des 8. bis 13. Jahrhunderts aus dem mittelalterlichen Stadtgebiet und ihre historische Erschließung. Er war am Städtischen Museum in Halberstadt tätig und bis zum Jahre 1999 dessen Direktor. Das Nordharzer Jahrbuch wurde über zwei Jahrzehnte von ihm herausgegeben.
Vom 24. bis 28. März 2004 organisierte Adolf Siebrecht anlässlich des 1200-jährigen Bestehens des Bistums Halberstadt das überregionale Symposium Geschichte und Kultur des Bistums Halberstadt 804–2004, zu dem er auch den umfangreichen Protokollband mit den einzelnen Vorträgen der Referenten des Symposiums herausgab.

## Ehrungen
1990 erhielten er und sein Museumsteam den Kulturpreis der Stadt Halberstadt verliehen. Siebrecht war Ehrenmitglied des Harz-Vereins für Geschichte und Altertumskunde.

## Werke (Auswahl)
- mit anderen: Aus dem Sagenschatz des Harzlandes, 2. Aufl., Halberstadt, [1965].
- Halberstadt aus stadtarchäologischer Sicht. Die Bodenfunde des 8. bis 13. Jahrhunderts aus dem mittelalterlichen Stadtgebiet und ihre historische Erschließung, Magdeburg, 1991.
- Halberstadt aus stadtarchäologischer Sicht, Halle (Saale): Landesamt für Archäologische Denkmalpflege Sachsen-Anhalt, 1992.
- (Hrsg.): Geschichte und Kultur des Bistums Halberstadt 804–1648. Symposium anläßlich 1200 Jahre Bistumsgründung Halberstadt, 24. bis 28. März 2004, Protokollband, Halberstadt, 2006.